# Dzielnica Ormiańska w Jerozolimie
Dzielnica Ormiańska w Jerozolimie (orm. Երուսաղեմի հայկական թաղամաս, Jerusaghemi hajkakan taghamas) – jedna z czterech dzielnic Starego Miasta Jerozolimy. Jest najmniejszym ze wszystkich kwartałów. Jest on usytuowany w południowo-zachodniej części Starego Miasta. Pomimo swojej niewielkiej wielkości i małej populacji, Ormianie i ich patriarchat wyraźnie zaznaczają swoją obecność na Starym Mieście. Ormianie są chrześcijanami, jednak podkreślają odrębność swojej dzielnicy od Dzielnicy Chrześcijańskiej.

## Opis dzielnicy
Jest to wyjątkowo spokojna i cicha dzielnica. Instytucje kościelne oraz mieszkania ukrywają się za wysokimi murami klasztorów i kościołów, co sprawia wrażenie tajemniczości.

## Najważniejsze budynki

### Kościoły
- Katedra św. Jakuba – znajduje się w centrum dzielnicy. Została wybudowana w XII wieku. Pod ołtarzem spoczywają szczątki apostoła Jakuba Mniejszego, a w bocznej kaplicy głowa apostoła Jakuba Większego[1].
- Kościół Chrystusa – kościół anglikański, ośrodek judeochrześcijaństwa.

### Muzea
- Cytadela Dawida – jest to muzeum Jerozolimy, w którym można zapoznać się z dziejami miasta. Charakterystycznym obiektem cytadeli jest wysoka, smukła wieża Dawida, która góruje nad fortyfikacjami średniowiecznej twierdzy.
- Muzeum Ormiańskie
- Old Yishuv Court Museum